# Baltimore Stallions
Baltimore Stallions (kaldet Baltimore Football Club i holdets første sæson) var et amerikansk fodboldhold, der spillede i den canadiske liga Canadian Football League (CFL) i sæsonen 1994 og 1995. Holdet var baseret i Baltimore i Maryland i USA. Holdet er det mest succesfulde amerikanske hold, der har spillet i den canadiske liga i forbindelse med CFL's fejlslagne forsøg på at ekspandere ind i USA. Holdet havde succes i begge sæsoner, hvor de vandt flere kampe end de tabte og i 1995 sæsonen vandt de som det eneste amerikanske hold nogensinde ligaens pokal The Grey Cup.  
Blot en måned efter The Stallions' succes i Grey Cup meddelte Baltimores byråd, at der var indgået aftale med Art Modell, der var ejer af holdet Cleveland Browns fra den amerikanske liga National Football League (NFL), om at byens navn fremover var solgt til Modell, der herefter videreførte sit hold som Baltimore Ravens fra 1996-sæsonen. Ejerne af Baltimore Stallions erkendte, at de ikke kunne konkurrere med et langt mere populært brand i hjembyen, besluttede sig derfor for at flytte til Montreal, hvor de tog navnet Montreal Alouettes. Navnet Montreal Alouettes er tidligere benyttet af andre football-franchises. Holdet er således kun et af tre vindere af Grey Cup, der efterfølgende er blevet nedlagt (de to andre var Ottawa Rough Riders og de oprindelige Alouettes). CFL anser Stallions for at være en særskilt franchise i forhold til The Alouettes. 